# (52286) 1990 QT1
(52286) 1990 QT1 là một tiểu hành tinh vành đai chính. Nó được phát hiện bởi Henry E. Holt ở Đài thiên văn Palomar ở Quận San Diego, California, ngày 22 tháng 8 năm 1990.